# Arkeri, Yelbarga
Arkeri là một làng thuộc tehsil Yelbarga, huyện Koppal, bang Karnataka, Ấn Độ.